# Gagaúzia
Gagaúzia (en gagauzo: Gagauziya; en rumano: Găgăuzia; en ruso: Гагаузия, romanizado: Gagaúziya) es una región autónoma de Moldavia. El nombre oficial es Unidad Territorial Autónoma de Gagaúzia (en rumano: Unitate teritorială autonomă Găgăuzia).

## Historia
Según algunas teorías, los gagaúzos descienden de los turcos selyúcidas que se asentaron en Dobruja, o de los pechenegos, Uz (Oghuz) y cumanos (Kipchak) que siguieron al selyúcida de Anatolia, el sultán Izzeddin Keykavus II (1236-1276). Más específicamente, un clan de turcos Oghuz emigraron a los Balcanes durante los conflictos inter-tribales con otros turcos. Este clan turco Oghuz se convirtió del islam al cristianismo ortodoxo después de establecerse en los Balcanes occidentales (Bulgaria) y fueron llamados turcos gagaúzos. Un gran grupo de gagaúzos más tarde dejó Bulgaria y se estableció en el sur de Besarabia, junto con un grupo de personas de origen búlgaro. 
Según otras teorías, los gagaúzos son descendientes de búlgaros lingüísticamente turquificados. En el museo oficial gagaúzo, una placa señala que una de las dos teorías principales es que descienden de los búlgaros.

### Imperio ruso
En 1812, Besarabia, históricamente la mitad oriental del Principado de Moldavia, se convirtió en parte del Imperio ruso y las tribus nogayas que habitaron varios pueblos del sur de Besarabia (o Budjak) se vieron obligados a abandonarla. Entre 1812 y 1846, los rusos trasladaron a los gagaúzos de lo que es hoy en día el este de Bulgaria (que permaneció bajo el Imperio otomano) hacia la Besarabia ortodoxa, principalmente en los asentamientos abandonados por las tribus nogayas. Ellos se establecieron allí en paralelo con los búlgaros de Besarabia en Avdarma, Comrat, Congaz, Tomai, Cișmichioi y otros antiguos pueblos nogayos. Algunos gagaúzos también se instalaron en la parte del Principado de Moldavia, que no estaba bajo el control de Rusia en 1812, pero varios años después se trasladaron pueblo por pueblo a la compacta zona que habitan hoy en el sur de Besarabia.
Con la excepción de una independencia de facto de cinco días en el invierno de 1906, cuando un levantamiento campesino declaró una república autónoma de Comrat, los gagaúzos han sido gobernados por el Imperio ruso (1812-1917), Rumania (1918-1940 y 1941-1944), la Unión Soviética (1940-1941 y 1944-1991) y Moldavia (1917-1918 y desde 1991 hasta la fecha).

### Unión Soviética
El nacionalismo gagaúzo mantuvo un movimiento intelectual durante la década de 1980, pero reforzada por el final de la década con la apertura ideológica dentro del sistema soviético. En 1988, activistas de la intelligentsia local alineados con otras minorías étnicas crearon un movimiento conocido como el "pueblo gagaúzo". Un año más tarde, el "pueblo gagaúzo" celebró su primera asamblea en la que se aprobó una resolución para exigir la creación de un territorio autónomo en el sur de Moldavia, con la ciudad de Comrat como su capital.
El movimiento nacional gagaúzo se intensificó cuando el rumano fue aceptado como idioma oficial de la República de Moldavia en agosto de 1989, en sustitución del ruso, el idioma oficial de la Unión Soviética. Una parte de la población multiétnica del sur de Moldavia observó esta decisión con preocupación, lo que precipitó una falta de confianza en el gobierno central de Chisináu. Los gagaúzos también estaban preocupados por las consecuencias para ellos si Moldavia se reunificase con Rumania, como parecía probable en ese momento. En agosto de 1990, Comrat se declaró una república autónoma, pero el gobierno moldavo anuló la declaración, al considerarla inconstitucional. En ese momento, Stepan Topal emergió como el líder del movimiento nacional gagaúzo.

### Moldavia independiente
El apoyo a la Unión Soviética siguió siendo alto, con un referéndum en marzo de 1991 que devolvía un voto casi unánime a favor de seguir siendo parte de la Unión Soviética. Muchos gagaúzos apoyaron el intento de golpe de Estado en la Unión Soviética en agosto de 1991 y Gagaúzia se declaró independiente el 19 de agosto de 1991, seguida en septiembre por Transnistria, por lo que se tensaban, aún más, las relaciones con Chisináu. Sin embargo, cuando el Parlamento moldavo votó sobre si Moldavia se convertiría en independiente el 27 de agosto de 1991, seis de los doce diputados gagaúzos del Parlamento moldavo votaron a favor, mientras que los otros seis no participaron. Finalmente, el gobierno moldavo reafirmó su postura prorrumana y prestó más atención a los derechos de las minorías.

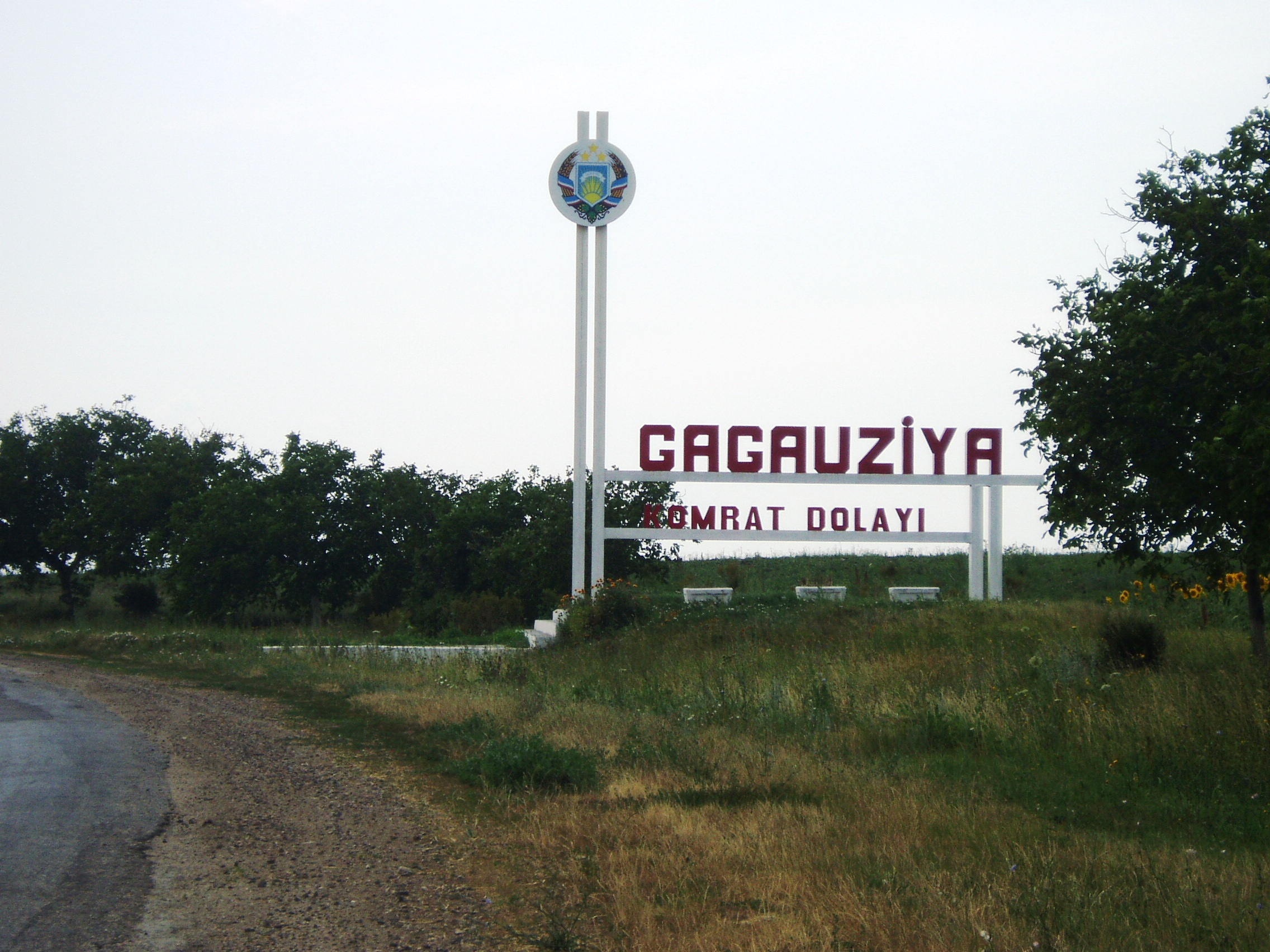
Señalización de "Bienvenidos a Gagaúzia".

En febrero de 1994, el presidente Mircea Snegur prometió la autonomía gagaúza, pero estaba en contra de la independencia total. También se opuso a la sugerencia de que Moldavia se convirtiese en un estado federal compuesto por tres repúblicas: Moldavia, Gagaúzia y Transnistria. El Parlamento de Moldavia concedió, ese mismo año, al "pueblo gagaúzo" (a través de la adopción de la nueva Constitución de Moldavia) el derecho de "libre determinación externa". El 23 de diciembre de 1994, el Parlamento de la República de Moldavia aceptó la "Ley de la condición jurídica especial de Gagaúzia", por la que se resolvía la controversia de forma pacífica. Esta fecha es actualmente día festivo en Gagaúzia, que es una "unidad territorial autónoma" con tres lenguas oficiales, el rumano, el gagaúzo y el ruso.
Tres ciudades y veintitrés municipios fueron incluidos en el Territorio Autónomo Gagaúzo: todas las localidades con más del 50% de gagaúzos y aquellas localidades con entre el 40% y el 50% de gagaúzos que expresaron su deseo de ser incluidos como resultado de los referendos para determinar las fronteras de Gagaúzia. En 1995, Georgi Tabunshik fue elegido para servir como el Gobernador de Gagaúzia (en rumano: Guvernator, en gagauzo: Bașkan) para un mandato de cuatro años, así como los diputados del parlamento local, la "Asamblea Popular" (en gagauzo: Halk Topluşu), con Petr Pashali como presidente.
Dmitrii Croitor ganó las elecciones a gobernador de 1999 y comenzó a hacer uso de los derechos otorgados a dicho título por el acuerdo de 1994. Las autoridades centrales moldavas se mostraron reacias a aceptar los resultados iniciando un largo enfrentamiento entre la autonomía y Chisináu. Finalmente, Croitor dimitió en 2002 debido a la presión del gobierno moldavo, que lo acusó de abuso de autoridad, relaciones con las autoridades separatistas de Transnistria y otros cargos. La comisión electoral central de Gagaúzia no registró a Croitor como candidato para el cargo de gobernador en las elecciones siguientes y Gheorgi Tabunshik fue elegido en lo que se describió como unas elecciones injustas.

### Referéndum de 2014
Con el telón de fondo de la anexión de Crimea por Rusia y, sobre todo, de la decisión del gobierno de Moldavia de asociarse a la UE, se produjo un nuevo aumento de las aspiraciones separatistas y de supuestos intentos rusos de influir en Gagaúzia. Los políticos gagaúzos se quejaron de supuestas violaciones de la autonomía de los gagaúzos y de un aumento del nacionalismo rumano en Moldavia. Hubo quejas similares en la región de Taraclia, limítrofe con Gagaúzia, habitada mayoritariamente por búlgaros y que también reclama más derechos de autonomía. Muchos gagaúzos y otras minorías asocian la adhesión a la Unión Europea con la anexión de Moldavia a Rumanía y temen que se apliquen políticas contrarias a las minorías como las de principios de la década de 1990.

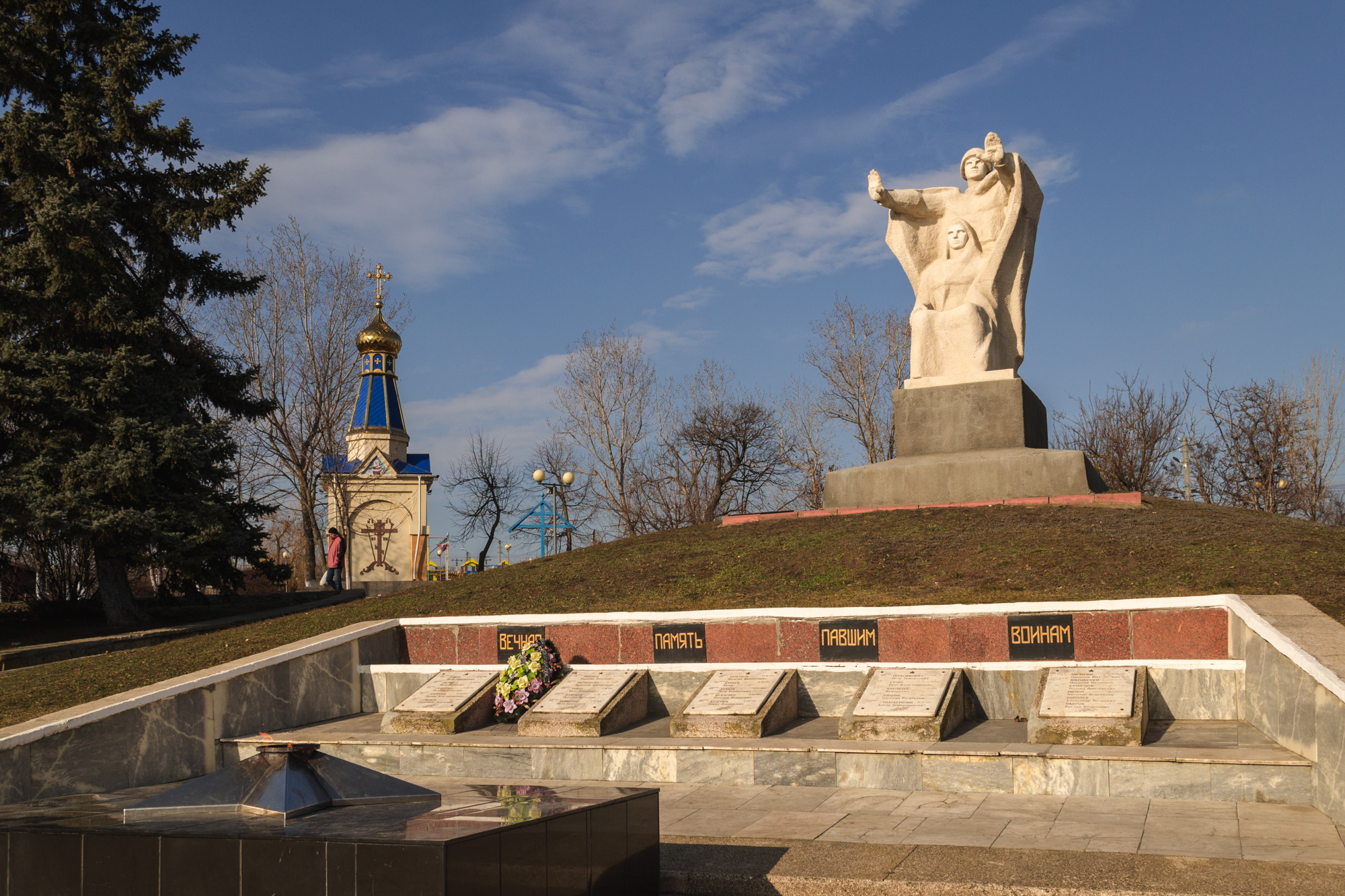
Monumento en la fosa común de 22 soldados caídos en 1944 (Segunda Guerra Mundial)

La opinión pública de Gagaúzia volvió a debatir una secesión de Moldavia. Finalmente, el gobierno regional de Gagaúzia decidió celebrar un referendo para votar, entre otras cosas, la pertenencia a la unión aduanera con Rusia, Bielorrusia y Kazajistán, así como otros derechos de autonomía. El referéndum fue declarado inconstitucional e ilegal por un tribunal moldavo, pero el gobierno de Gagaúzia insistió en celebrarlo de todos modos, calificando la sentencia de "políticamente motivada" ante la idea de la anexión de Moldavia a Rumanía, que sería apoyada abiertamente por el presidente moldavo Nicolae Timofti.
El referendo ilegal se celebró finalmente el 2 de febrero de 2014. Con una participación superior al 70%, el 98,4% de la población votó a favor de estrechar las relaciones con Rusia y otros Estados de la CEI, mientras que el 97,2% se opuso a estrechar los lazos con la UE. Aunque el referéndum fue condenado por el gobierno moldavo, recibió el apoyo de los influyentes partidos de la oposición de los Comunistas de Moldavia y los Socialistas, los gobiernos regionales de los Raiones de Taraclia y Basarabeasca de Moldavia y el municipio de Bălți, la segunda ciudad del país.
Posteriormente surgieron tensiones abiertas entre el gobierno regional de Gagaúzia y las autoridades moldavas. En junio de 2014, el expresidente moldavo Mihai Ghimpu, líder del Partido Liberal que participaba en el gobierno, dijo que había que convocar un referéndum nacional sobre la abolición de la autonomía de Gagaúzia, afirmando públicamente que esta ya no merecía el derecho a la autonomía; además, ya se había convertido en un "Estado dentro del Estado". Anteriormente, habían surgido informes de que Gagaúzia estaba supuestamente reclutando sus propias fuerzas de seguridad.
Las autoridades regionales del distrito de Taraclia (de mayoría búlgara y ubicado justo al sur de Gagaúzia)  llevan tiempo reclamando más derechos de autonomía para su región. A principios de 2014, también se debatió una unión con la región autónoma de Gagaúzia.
El 23 de marzo de 2015, Irina Vlah fue elegida como gobernadora después de una fuerte campaña prorrusa, dominada por la búsqueda de vínculos más estrechos con Rusia.  En 2019, fue reelegida con más del 90% de los votos.

## Geografía

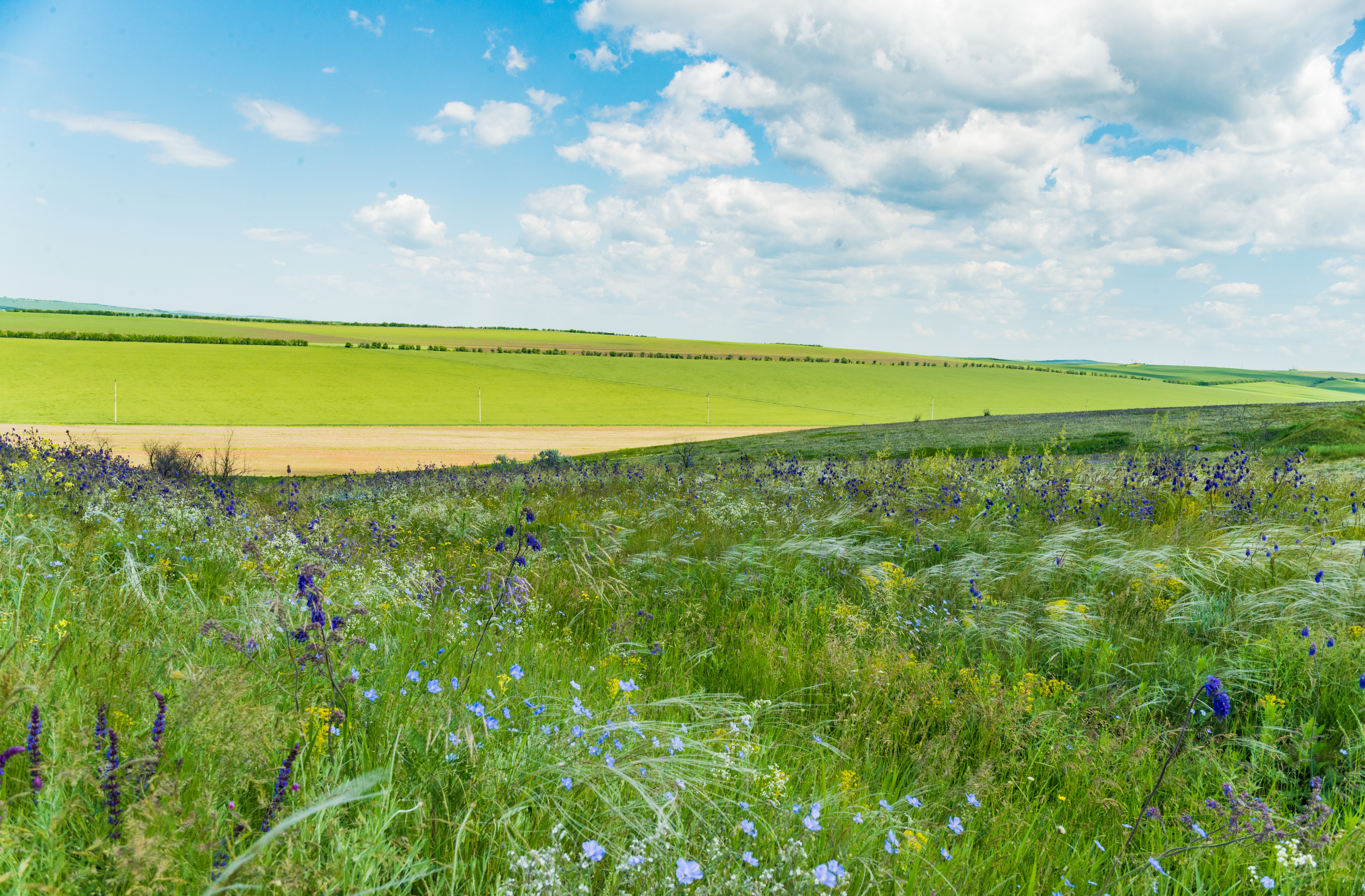
Reserva natural de plantas medicinales de Bugeac, Gagaúzia

Gagaúzia se compone de una parte central alrededor de Comrat y dos grandes enclaves, alrededor de las ciudades de Ceadîr-Lunga y Vulcăneşti. También forman parte de Gagaúzia dos pequeños enclaves alrededor de las poblaciones de Copceac y Carbolia.

### Clima
El clima de Gagaúzia es moderadamente continental. Los inviernos son suaves y cortos, y los veranos calurosos y largos. La circulación atmosférica está dominada por masas de aire atlántico occidental cálido y a veces húmedo. El régimen térmico se caracteriza por temperaturas medias anuales positivas. Las precipitaciones son desiguales, tanto por año como por estación, y ascienden a 350-370 mm, lo que sitúa a Gagaúzia en una zona insuficientemente humedecida
El territorio de Gagaúzia es el más vulnerable al cambio climático en Moldavia, y también está expuesto a peligrosos fenómenos meteorológicos. Los mayores daños a la agricultura los causan los vientos secos, el granizo, las heladas y la sequía, que son cíclicos y se producen cada tres o cuatro años. Debido a la falta de bosques y recursos hídricos, se está produciendo una desertización gradual en el territorio autónomo. Se prevé que en los próximos 10-15 años la temperatura media anual en la región pueda aumentar un 2 °C, y al mismo tiempo se espera una disminución de 50 mm de precipitaciones atmosféricas.

### Hidrografía
Los recursos hídricos de Gagaúzia están representados por las aguas superficiales y subterráneas, que pertenecen a los distritos de la cuenca del Danubio-Prut y del mar Negro. Una característica común de la región es el acceso limitado a recursos de calidad de agua potable y de riego. Todos los acuíferos de la autonomía se caracterizan por una alta mineralización (1,5 - 5 g/l) que está relacionada con la presencia de minerales de yeso solubles en el agua.

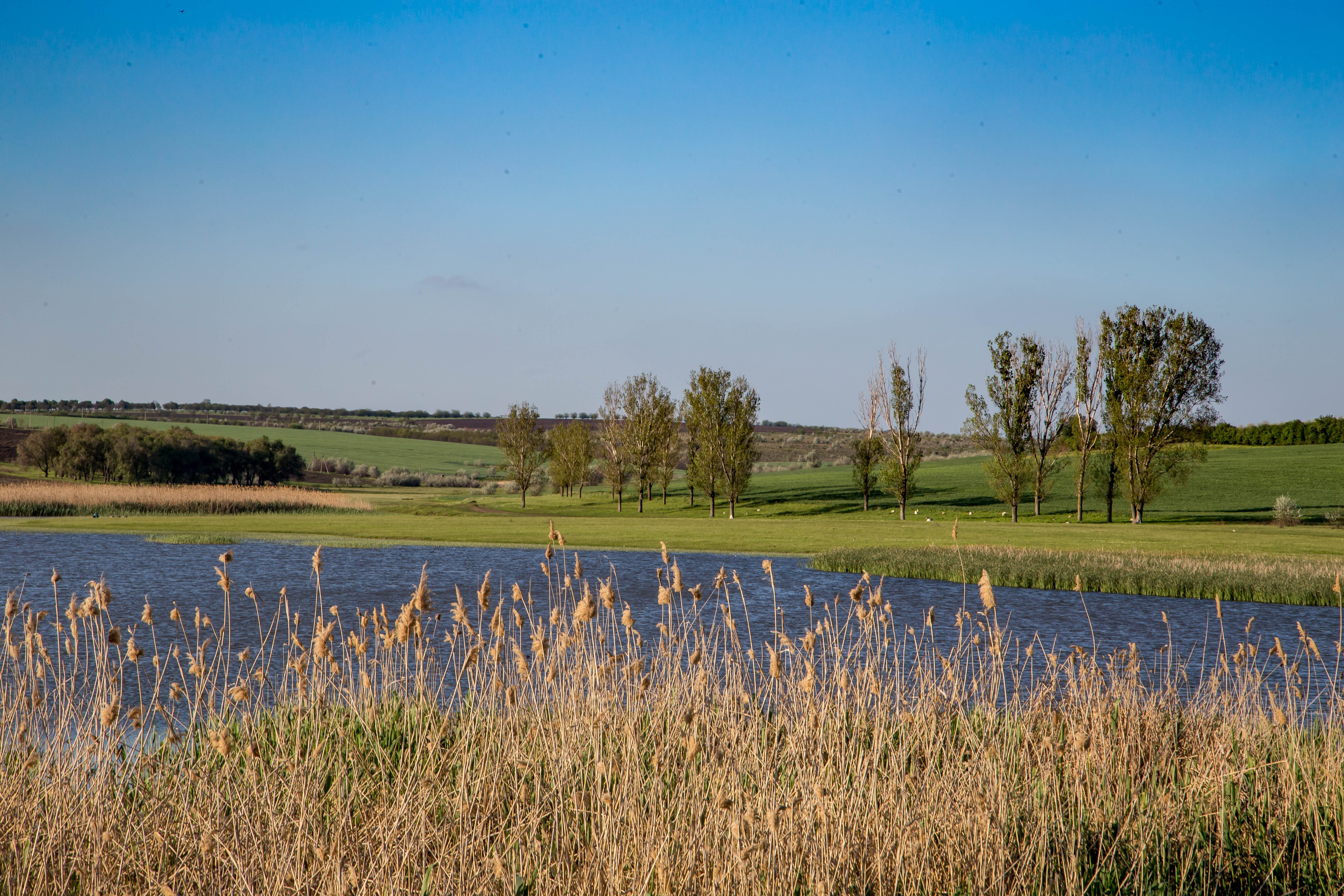
Lago Kirov, Gagaúzia

Las aguas superficiales de Gagaúzia son la cuenca del río transfronterizo Ialpug, que atraviesa el territorio de la autonomía de norte a sur, y sus afluentes: Karsau, Sasegyol, Lunga (con sus afluentes Avdarma, Baurci y Lunguta), Ialpujel. Los recursos hídricos de Gagaúzia incluyen también dos grandes embalses, construidos en el lecho del río Ialpug: el embalse de Comrat, con una superficie de agua de 1,7 km², y el embalse de Congaz, con una superficie de agua de 4,9 km². Además, el distrito de Ciadir-Lunga de Gagaúzia utiliza, junto con el distrito vecino de Taraclia, los recursos del embalse de Taraclia, que tiene una superficie de agua de 15,1 km². Todos los embalses están intensamente colmatados y, hasta la fecha, han perdido entre el 45 y el 60% de su volumen original. Las aguas superficiales de la autonomía no pueden utilizarse para el suministro de agua potable a los habitantes de la ciudad porque no cumplen las normas sanitarias. La calidad del agua de los ríos Ialpug y Lunga y de los embalses Comrat, Congaz y Taraclia está clasificada como clase V (muy contaminada).
Los recursos hídricos subterráneos explorados en Gagaúzia representan sólo un 2,2% del total de los recursos hídricos subterráneos del territorio. Las reservas de agua subterránea de Gagaúzia se estiman en 47300 m³/d, de los cuales 31500 m³/d (66,6%) se destinan a agua potable y 15800 m³/d (33,4%) a agua técnica. Las aguas subterráneas de la región se caracterizan por superar las concentraciones máximas permitidas de compuestos como el flúor (F), el boro (B), el hierro (Fe), el sulfuro de hidrógeno (H2S), el amonio (NH4-), el carbono orgánico disuelto (COD) y los sulfatos (SO4). Las fuentes subterráneas son la única opción posible para suministrar agua a la población.
Las aguas subterráneas en el territorio de la autonomía, que alimentan pozos y manantiales, se caracterizan por un alto nivel de ocurrencia. Su calidad no cumple los requisitos de las normas sanitarias para el agua potable en cuanto al contenido de sulfuro de hidrógeno, amoníaco, flúor, estroncio, hierro, nitratos, cloruros, arsénico y otros contaminantes

### Divisiones administrativas

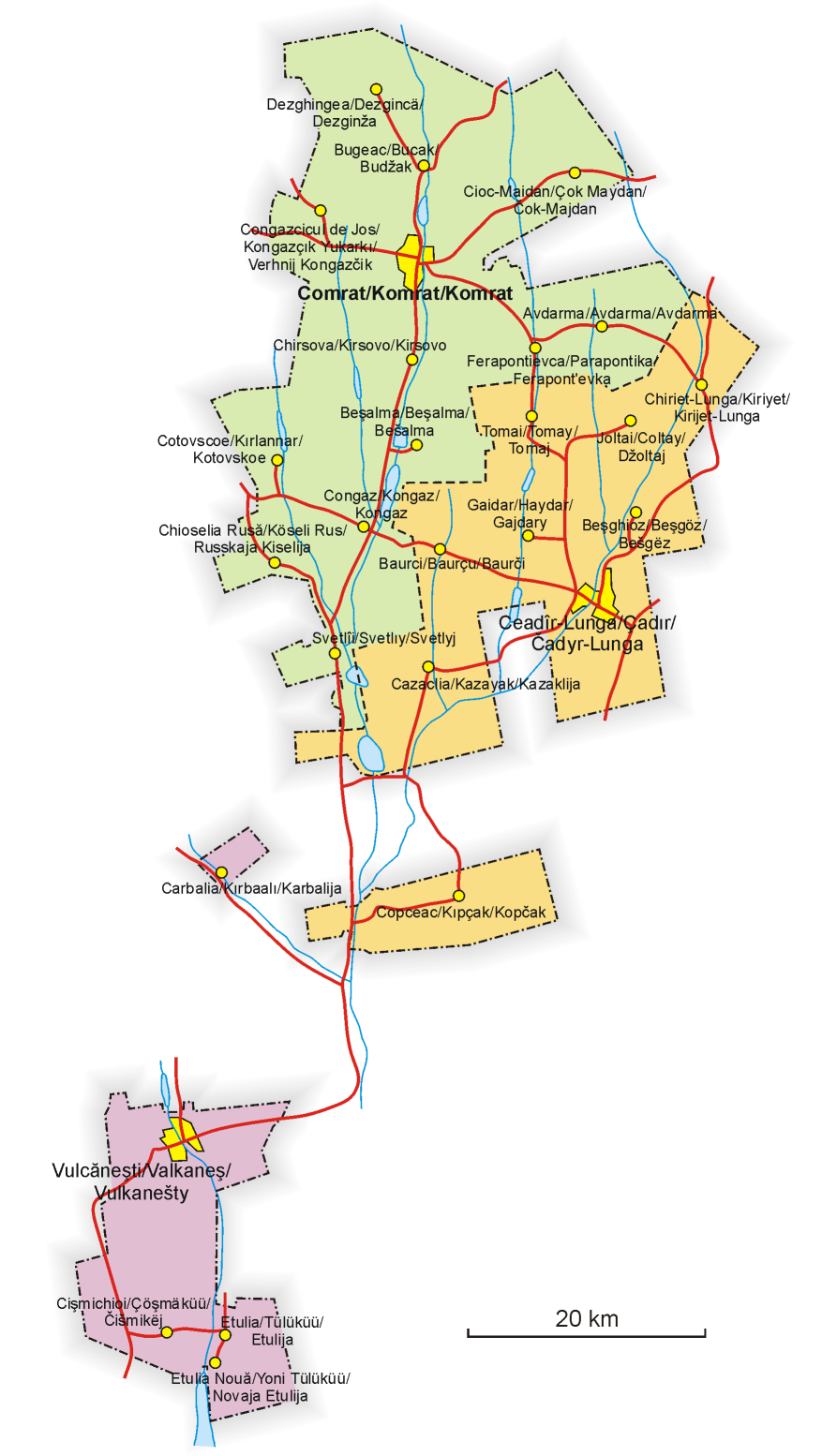
Mapa de Gagaúzia.

Gagaúzia se compone de una municipalidad (Comrat), dos ciudades (Ceadîr-Lunga y Vulcăneşti) y veintitrés pueblos con un total de treinta y dos localidades.
| Nombre oficial                                 | Nombre gagaúzo                                 | % gagaúzos  |
| ---------------------------------------------- | ---------------------------------------------- | ----------- |
| Comrat (municipalidad)                         | Comrat (municipalidad)                         | 72.8%       |
| Ceadîr-Lunga (ciudad)                          | Çadır-Lunga                                    | 73.7%       |
| Vulcăneşti (ciudad) Vulcăneşti, loc. st. c. f. | Vulcăneşti (ciudad) Vulcăneşti, loc. st. c. f. | 69.4% 22.5% |
| Avdarma                                        | Avdarma                                        | 94.2%       |
| Baurci                                         | Baurçi                                         | 97.9%       |
| Beşalma                                        | Beşalma                                        | 96.7%       |
| Beşghioz (Beş-Ghioz)                           | Beşgöz                                         | 93.0%       |
| Bugeac                                         | Bucak                                          | 61.8%       |
| Carbalia                                       | Kırbaalı                                       | 70.2%       |

| Nombre oficial                                                 | Nombre gagaúzo                                                 | % gagaúzos       |
| -------------------------------------------------------------- | -------------------------------------------------------------- | ---------------- |
| Cazaclia                                                       | Kazayak                                                        | 96.5%            |
| Chioselia Rusă (Chioselia Mică)                                | Köseli Rus                                                     | 25.2%            |
| Chiriet-Lunga                                                  | Kiriyet-Lunga                                                  | 92.6%            |
| Chirsova                                                       | Kirsova                                                        | 45.6%            |
| Cioc-Maidan                                                    | Çokmeydan                                                      | 93.1%            |
| Cișmichioi (Cişmechioi)                                        | Çeşmeköy                                                       | 94.4%            |
| Congaz                                                         | Kongaz                                                         | 96.1%            |
| Congazcicul de Sus (Congazul-Mic) Congazcicul de Jos Duduleşti | Congazcicul de Sus (Congazul-Mic) Congazcicul de Jos Duduleşti | 73.4% 87.2% 4.4% |
| Copceac (Tatar-Copceac)                                        | Kıpçak                                                         | 95.0%            |

| Nombre oficial                            | Nombre gagaúzo                            | % gagaúzos        |
| ----------------------------------------- | ----------------------------------------- | ----------------- |
| Cotovscoe (Cârlăneni)                     | Kırlannar                                 | 95.4%             |
| Dezghingea (Dezghinge)                    | Dezgincä                                  | 94.5%             |
| Etulia Etulia Nouă Etulia, loc. st. c. f. | Etulia Etulia Nouă Etulia, loc. st. c. f. | 92.7% 83.1% 94.5% |
| Ferapontievca (Feraponteanca)             | Ferapontievca (Feraponteanca)             | 28.0%             |
| Gaidar (Gaidari)                          | Haydar                                    | 96.5%             |
| Joltai (Djoltai)                          | Coltay                                    | 96.0%             |
| Svetlîi (Deneviţa) Alexeevca (Alexeeni)   | Svetlîi (Deneviţa) Alexeevca (Alexeeni)   | 35.4% 33.5%       |
| Tomai                                     | Tomay                                     | 95.1%             |

## Gobierno y política

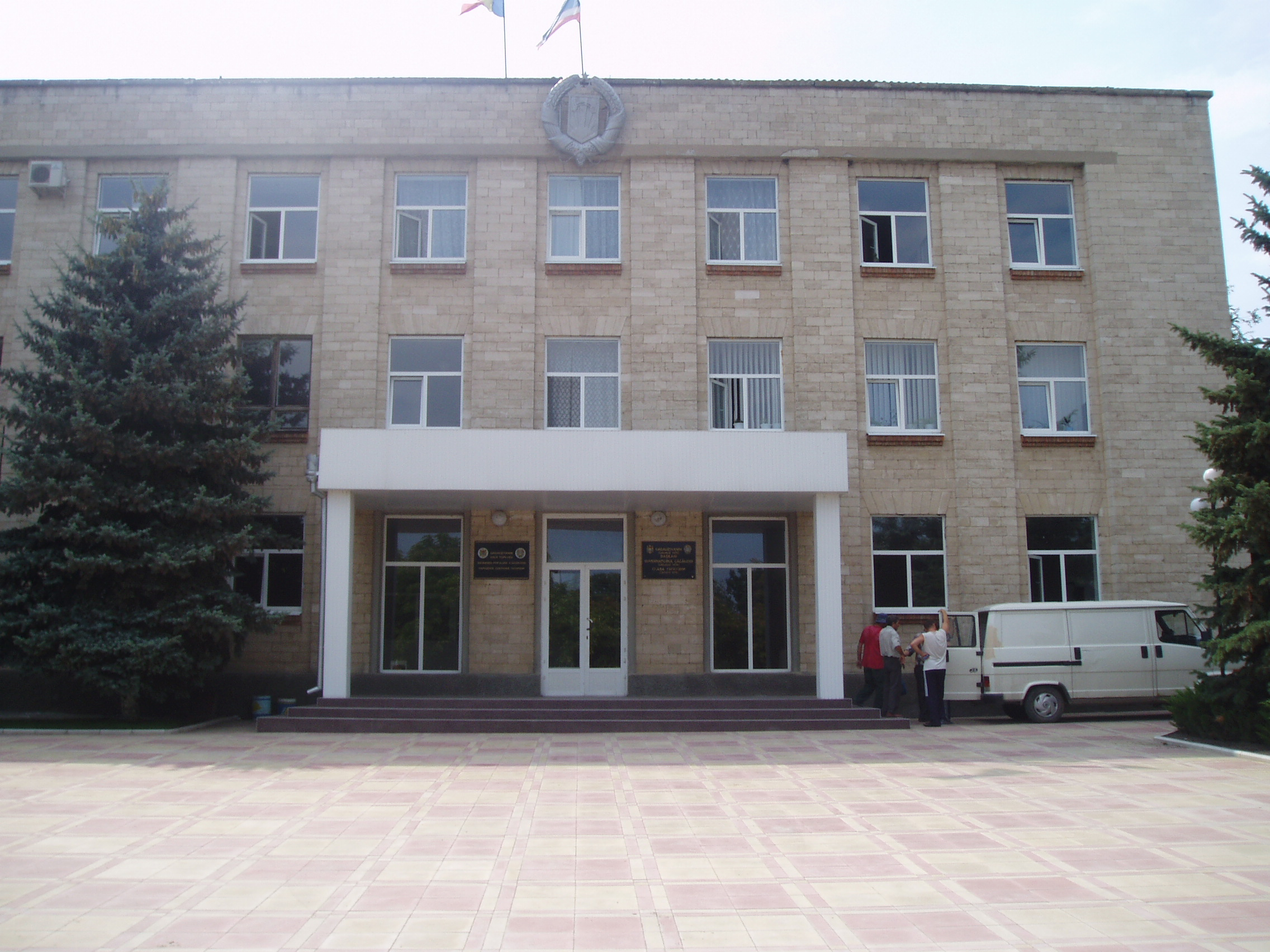
Sede del Gobierno de Gagaúzia

La autonomía de Gagaúzia está garantizada por la Constitución moldava y regulada por la Ley de Autonomía de Gagaúzia de 1994. Si Moldavia decidiera unirse a Rumanía, Gagaúzia tendría derecho a la autodeterminación. La Asamblea Popular (en gagauzo: Halk Topluşu; rumano: Adunarea Populară) tiene el mandato de legislar dentro de su propia jurisdicción. Esto incluye leyes sobre educación, cultura, desarrollo local, cuestiones presupuestarias y fiscales, seguridad social y cuestiones de administración territorial. La Asamblea Popular también tiene dos poderes especiales: puede participar en la formulación de la política interior y exterior de Moldavia; y, en caso de que la normativa central interfiera en la jurisdicción de Gagaúzia, tiene derecho a recurrir al Tribunal Constitucional de Moldavia.
El más alto funcionario de Gagaúzia, que encabeza la estructura del poder ejecutivo, es el gobernador de Gagaúzia. Es elegido por sufragio popular para un mandato de cuatro años, y tiene poder sobre todos los organismos administrativos públicos de Gagaúzia. También es miembro del Gobierno de la República de Moldavia. Para ser elegido gobernador se requiere el dominio del idioma gagaúzo, la ciudadanía moldava y una edad mínima de 35 años.
El poder ejecutivo permanente en Gagaúzia lo ejerce el Comité Ejecutivo (Bakannik Komiteti/Comitetul Executiv). Sus miembros son nombrados por el gobernador, o por mayoría simple de votos en la Asamblea en su primera sesión. El Comité vela por la aplicación de las leyes de la República de Moldavia y las de la Asamblea de Gagaúzia.
Como parte de su autonomía, Gagaúzia tiene su propio cuerpo de policía.
Gagauz Halkı es un antiguo partido político separatista de Gagaúzia, ahora ilegalizado.
No existe un sistema judicial separado o autónomo del sistema judicial de la República de Moldavia. El sistema judicial de todo Moldavia, incluida Gagaúzia, está formado por tribunales, salas de apelación (cinco salas de apelación - en Chisináu, Balti, Cahul, Comrat, Bender) y el Tribunal Supremo de la República de Moldavia.

### Política exterior
Gagaúzia mantiene relaciones muy estrechas con Turquía debido a su proximidad lingüística y cultural. En los últimos años, Turquía ha mejorado las escuelas, los hospitales y las infraestructuras de Gagaúzia con varios proyectos de ayuda. La jefa de gobierno, Irina Vlah, agradeció a Turquía su generosa ayuda en una entrevista con la cadena estatal turca TRT. La Türksoy es una organización internacional para la cultura de los pueblos turcos con sede en Ankara.
En agosto de 2020, se inauguró el primer Consulado General de Turquía en la capital de Gagaúzia, Comrat. El Ministro de Asuntos Exteriores turco, Mevlüt Çavuşoğlu, asistió a la ceremonia oficial de inauguración.
En Turquía hay varias asociaciones culturales gagaúzas en las metrópolis de Estambul y Ankara. Las asociaciones donan fondos a Gagaúzia para promover la cultura y la educación.

## Economía
La economía de Gagaúzia está dominada por el sector agrícola, que representa el 70% del PIB de la región. Esto se debe a un clima favorable y a la topografía de la región. La superficie total de tierra cultivable alcanza las 150 mil hectáreas, de las cuales 100 mil hectáreas son tierras de cultivo y 26 mil hectáreas son huertos y viñedos. La estructura del empleo de la población de la región está representada por un 29,2% de personas, empleadas en la agricultura, un 13,8% en la industria, un 16,8% en la educación y un 6,6% en la sanidad. La proporción de la población sana de Gagaúzia es del 67,0%, los niños menores de 15 años representan el 18,0%, y la población anciana, el 15,0%. La tasa de empleo de la población en la economía es del 16,1%. En las condiciones de las relaciones de mercado y de la aplicación de las tecnologías modernas, la parte de la agricultura en el mercado laboral está disminuyendo.
Al mismo tiempo, crece el sector de los servicios y algunas ramas de la industria ligera y alimentaria que se basan en materias primas procedentes de la agricultura de la región. El sector de la transformación representa el 85% de la industria. La industria está dominada por la producción de vino y otras bebidas alcohólicas, que representa más del 40% del PIB de la región. Los principales cultivos industriales son el girasol y el tabaco (con una cuota del 18% del total del PIB). Gagaúzia cosecha casi el 10% de la uva de Moldavia, a pesar de que la autonomía ocupa menos del 5% de su superficie. La mayor perspectiva es la ampliación de las superficies de cereales, uvas, huertos y hortalizas. La Federación Rusa ha sido y sigue siendo el principal mercado para las exportaciones gagaúzas, ya que esta última ha concedido preferencias a los productores gagaúzos para que sigan accediendo a su mercado después de que se introdujeran restricciones para los productos del resto de Moldavia, debido a la firma, por parte de las autoridades de esta última, del acuerdo de euroasociación. Al mismo tiempo, el origen de las mercancías exportadas a la Federación Rusa debe ser estrictamente gagaúziano: cualquier intento de reexportación a Rusia desde los territorios vecinos de Moldavia supondrá posibles restricciones para los socios económicos de Gagaúzia. Dado el estatus especial de Gagaúzia en Moldavia, el sector público desempeña un papel importante en la economía de la autonomía. El sector financiero privado está representado principalmente por una red de instituciones bancarias. 

### Infraestructuras
Existen 451 kilómetros de carreteras de las cuales el 82% están pavimentadas. Turquía prestó a Moldavia 35 millones de dólares para mejorar la red viaria gagaúza.

## Demografía

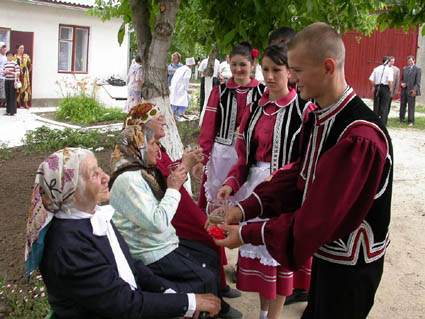
Un grupo de jóvenes y ancianos de Gagaúzia en traje típico

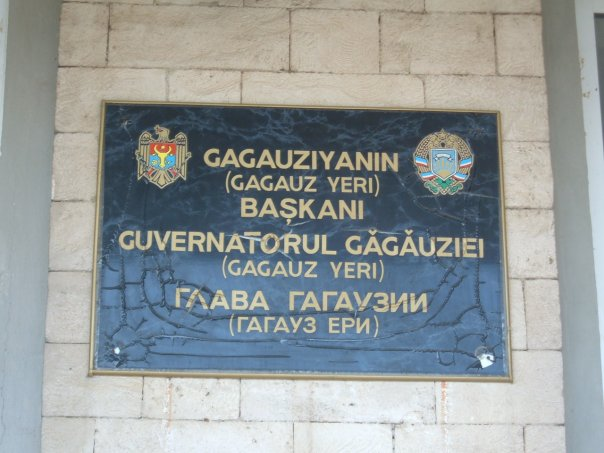
Señalización trilingüe en Gagaúzia: gagaúzo, rumano y ruso

Según el censo de 2004, Gagaúzia tiene una población de 155 700 habitantes, de los cuales 46 500 viven en Comrat y 97 500, en áreas rurales.
Grupos étnicos
| Grupo étnico          | Población | % del total |
| --------------------- | --------- | ----------- |
| Gagaúzos              | 127 835   | 82,1 %      |
| Búlgaros de Besarabia | 8013      | 5,1 %       |
| Moldavos              | 7481      | 4,8 %       |
| Rusos                 | 5941      | 3,8 %       |
| Ucranianos            | 4919      | 3,2 %       |
| Rumanos               | 38        | 0,0 %       |
| Otros                 | 1409      | 0,9 %       |

### Idiomas
Gagaúzia tiene tres idiomas oficiales con los mismos derechos: gagaúzo, rumano y ruso. El gagaúzo es una lengua túrquica oghuz estrechamente relacionada con el turco y es hablada como lengua materna por el 80,4% de la población de Gagaúzia, según el censo de 2014. El gagaúzo está tan cerca del turco que en el pasado se consideraba generalmente un dialecto turco y se clasificaba como tal. Sin embargo, entretanto, domina la evaluación como lengua independiente.
La posición del idioma ruso es mucho más fuerte en Gagaúzia que en el resto de Moldavia. En el censo de 2014, algo menos del 10% de la población de Gagaúzia lo nombraba como lengua materna, pero al mismo tiempo el 41,3% de la población nombraba el ruso como su lengua cotidiana preferida, mientras que el 55,6% nombraba el gagaúzo. El ruso sirve en particular como lengua franca entre los grupos de población, como lengua de los negocios y de los medios de comunicación, y es dominado por casi toda la población. Muchos gagaúzos hablan ruso como lengua materna; el ruso es la lengua de enseñanza en la mayoría de las escuelas gagaúzas, así como en la Universidad de Comrat, la única de la región. Según algunas estimaciones, el ruso es la lengua más hablada en la vida cotidiana. Sin embargo, el conocimiento de la lengua gagaúzana es obligatorio para los cargos políticos superiores en Gagaúzia. El rumano desempeña un papel menor en Gagaúzia, aunque ha ganado en importancia desde el colapso de la Unión Soviética. En el censo de 2014, el 3,8% de la población declaró que el rumano era su lengua materna; solo el 1,1% lo nombró como su lengua preferida en la vida cotidiana.

### Educación

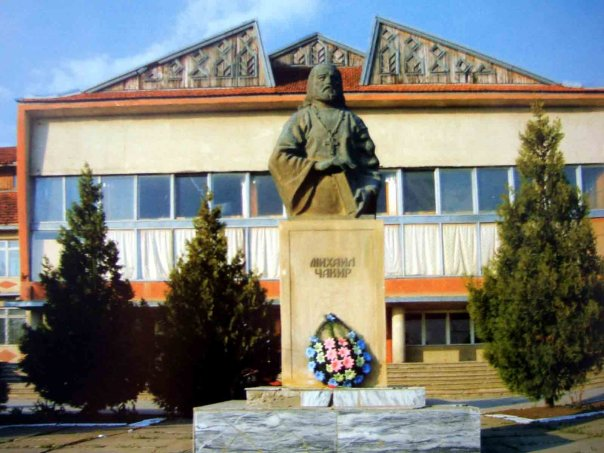
Teatro Nacional Mijaíl Chakir en Ceadîr-Lunga.

Gagaúzia cuenta con cincuenta y cinco escuelas, la Universidad Pedagógica Comrat (escuela secundaria más dos años sobre la escuela secundaria), y la Universidad Estatal de Comrat (Universitatea de Stat din Comrat). Turquía ha financiado la creación de un centro cultural de Turquía (Türk İşbirliği Ve Kalkınma İdaresi Başkanlığı) y una biblioteca turca (Atatürk Kütüphanesi). En el pueblo de Beşalma hay un museo histórico y etnográfico gagaúzo fundado por Dimitriy Kara Çöban.
A pesar de declarar el gagaúzo como lengua nacional de la Autonomía, las autoridades locales no ofrecen ninguna escuela de enseñanza en gagaúzo de forma completa y la mayoría de ellos son de habla rusa frente a la enseñanza en rumano del interior de Moldavia. Aunque a los alumnos se les enseña las cuatro lenguas escolares habituales (ruso, rumano, inglés o francés y gagaúzo), el idioma local sigue estando en último lugar.

### Religión
La gran mayoría de la población de Gagaúzia pertenece al cristianismo ortodoxo, especialmente a las iglesias ortodoxa moldava, ortodoxa rusa y ortodoxa ucraniana. Debido a la larga pertenencia a la Unión Soviética, también hay un número relativamente considerable de cristianos no confesionales y no practicantes de ninguna religión.

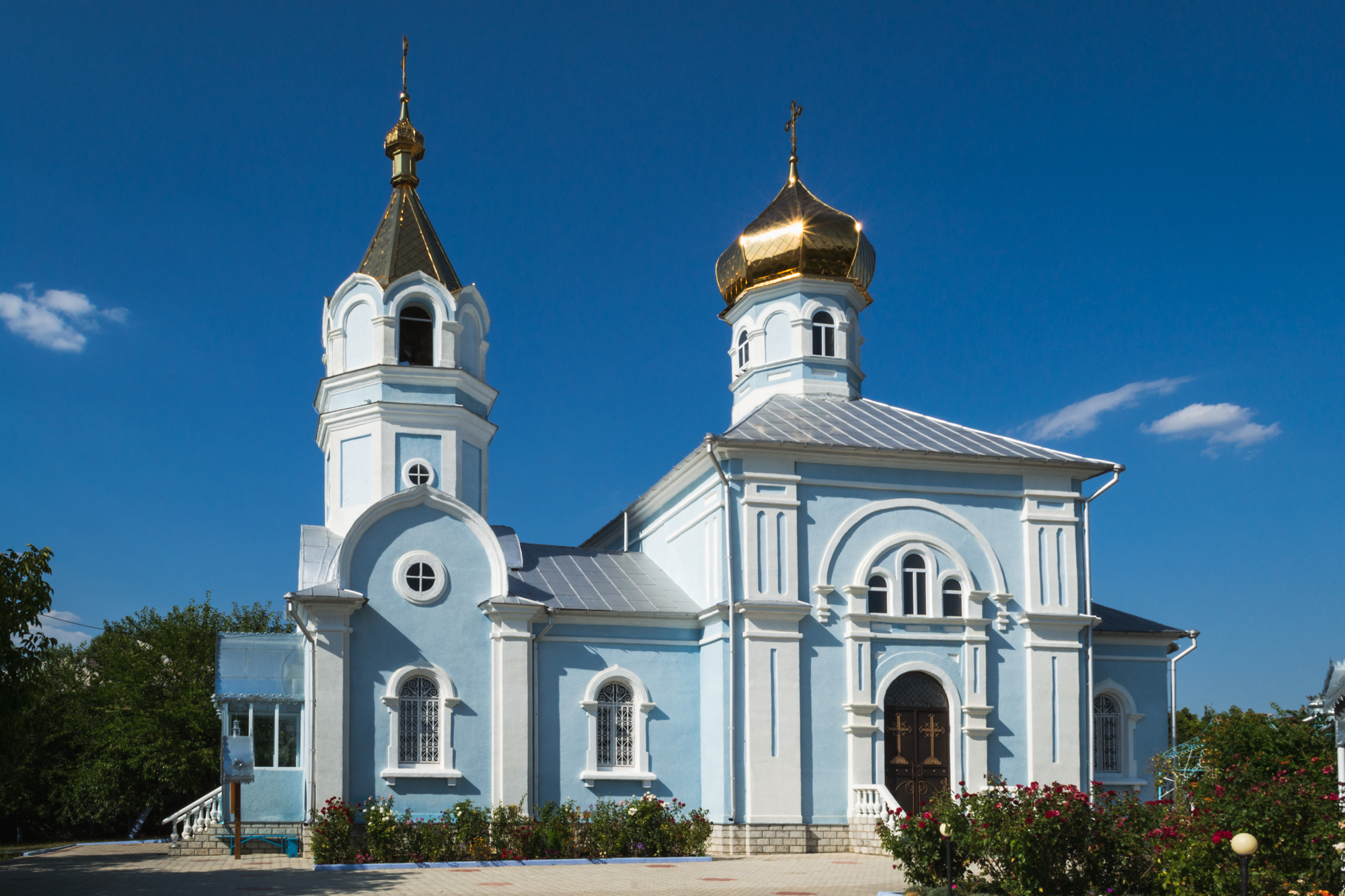
Iglesia de San Jorge en Beșalma en el centro de Gagaúzia

## Cultura

### Medios de comunicación
Las revistas gagaúzas más conocidas son Sabaa Yıldızı y Üç aylık jurnal. Uno de los periódicos más importantes es el Gagaoğuzya Haberleri (Noticias de Gagaúzia). En casi todos los pueblos de Gagaúzia se puede escuchar la radio en lengua gagaúza y, a veces, los programas de la TRT-FM, que la emisora gagaúziana emite en rotación a determinadas horas. Además, la población se abastece de medios de comunicación en lengua rusa, a menudo procedentes del extranjero. También hay prensa local gagaúza en ruso. La emisora local Teleradio Gagauziya emite en gagaúzo, ruso y rumano.

### Deportes
El fútbol es probablemente el deporte más popular en Gagaúzia. Los clubes más conocidos son el CF Găgăuzia Comrat, que actualmente juega en la Liga 1 de Moldavia, la segunda liga más importante del país. Al final de la temporada 2013/14, el FC Saxan Ceadîr-Lunga ascendió a la Divizia Națională, la máxima división de Moldavia, y un año después se clasificó para la Liga Europa de la UEFA (UEFA Europa League 2015/16). El territorio además posee su propio equipo de fútbol llamado Selección de fútbol de Gagaúzia